# シュメール文学

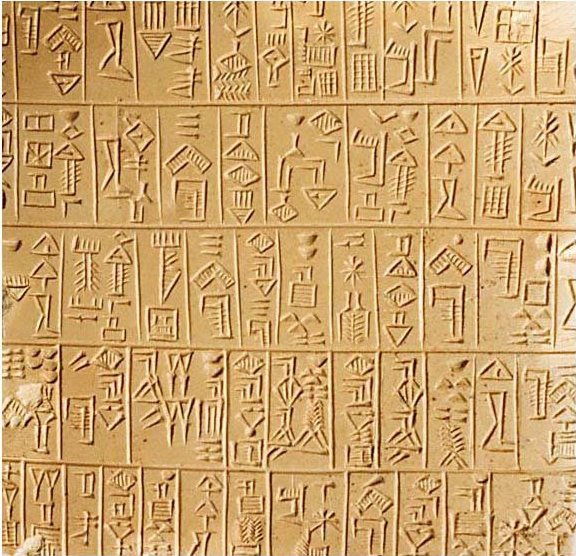
陶石版に書かれたシュメール文学

シュメール文学（シュメールぶんがく、Sumerian literature）は、中期青銅器時代にシュメール語で書かれた文学である。シュメール文学の大部分は、アッシリアやバビロニアでの複製を通じて間接的に保存されている。
シュメール人は、最初の筆記システムを発明し、紀元前30世紀頃までに原文字から楔形文字を発展させた。最初の文章は、紀元前27世紀頃に現れた。
シュメール語は、アッカド帝国やバビロニアの公文書や文学に残る。話し言葉が消滅した後も文字は広がり、学生が複製したシュメール文学はバビロニア文学に非常に大きな影響を与えた。
シュメール文学は今日まで直接は伝わっておらず、考古学により再発見された。アッカド文学やバビロニア文学には、シュメール文学から借用したものが多くあり、中東中に広がって、この地域の文学に多くの影響を与えた。

## 重要な文学作品
- 創造と洪水の神話(英訳)
- 3つの叙事詩
  - 2つのエンメルカルの伝説
    - エンメルカルとアラッタの領主(英訳)
    - エンメルカルとエン・スフギル・アナ(英訳)

  - 2つのルガルバンダの物語
    - ルガルバンダとフルルム山の洞窟(英訳)
    - ルガルバンダとアンズー鳥(英訳)

  - 5つのギルガメシュ叙事詩
    - Gilgamesh and Huwawa(英訳A, 英訳B)
    - Gilgamesh and the Bull of Heaven(英訳)
    - Gilgamesh and Aga(英訳)
    - Gilgamesh, Enkidu and the Netherworld(英訳)
    - The Death of Gilgamesh(英訳)
- ウル滅亡哀歌(英訳)